# Farul Cape Palliser
Farul Cape Palliser este un far din Cape Palliser, din regiunea Wellington din Insula de Nord a Noii Zeelande. Este deținut și operat de Marina Noii Zeelande.
Farul a fost construit în 1897 și a fost alimentată inițial pe bază de ulei. În 1954 lampa cu ulei a fost înlocuită cu una electrică alimentată de un generator local pe bază de motorină. Ulterior, aceasta a fost înlocuită cu o conexiune la rețeaua electrică din 1967, deși un generator diesel este menținut pentru alimentarea de urgență. Farul a fost complet automatizat în 1986 și este administrat acum dintr-o cameră de control din Wellington.
La baza farului se ajunge urcând 258 de trepte, pe o stâncă înaltă de 58 de metri. Această scară - construită în 1912 - a înlocuit o cărare murdară periculoasă.
Farul Cape Palliser este unul dintre cele trei faruri din Noua Zeelandă vopsit în dungi; celelalte două sunt Farul Dog Island și Farul Cape Campbell, ambele având dungi albe și negre.